# Миноносцы типа S-90
Миноносцы типа S-90 — тип миноносцев (по официальной классификации германского флота — миноносцев для открытого моря), состоявший на вооружении Военно-морского флота Германии в начале XX века и в период Первой мировой войны. Всего было построено 12 миноносцев этого типа — S-90 — S-101 (все по программе 1899 года). 4 сентября 1914 года все миноносцы этого типа были переоборудованы в тральщики и тендеры, одновременно произошло их переименование в T-90 — T-101.

## Конструкция
С наступлением XX века изменилось предназначение миноносцев в Германском флоте. Теперь они не средство обороны, а один из важнейших компонентов флота. С этого момента целью этого класса кораблей стало ослабление вражеского флота перед генеральным сражением.
Эти миноносцы были развитием одного из проектов Шихау: дивизионного миноносца D 9. Они имели полубак, вместо распространённой тогда на миноносцах и эсминцах карапасной носовой оконечности. В результате терялось около узла скорости на спокойной воде, но возрастала мореходность. Основной задачей немецких кораблей этого типа была торпедная атака на крупные подразделения врага, а не оборона собственных сил от атак миноносцев, как для британских дестроеров. Различия проявлялись не только в названии: немецкое Torpedoboote (торпедные катера), а британские torpedo boat destroyers (истребители миноносцев), но и в вооружении. Немецкие Torpedoboote были вооружены тремя пушками калибра 50 мм, а тогдашние британские истребители, как правило, одну 12-фунтовую (76-мм) пушку и пять 6-фунтовых (57 мм) пушек. Все стальные конструкции ниже ватерлинии оцинкованы. Корпус разделён на десять водонепроницаемых отсеков.

### Энергетическая установка
На кораблях типа в качестве ГЭУ были установлены две трёхцилиндровые паровые машины (тройного расширения) общей мощностью 5900 л. с. и три котла Торникрофта с давлением 15,5 атмосфер. Максимальные запасы топлива на миноносцах типа составляли 93 тонны угля. Большинство миноносцев немного не достигли проектной скорости, развив от 26,5 до 27 узлов .

### Вооружение

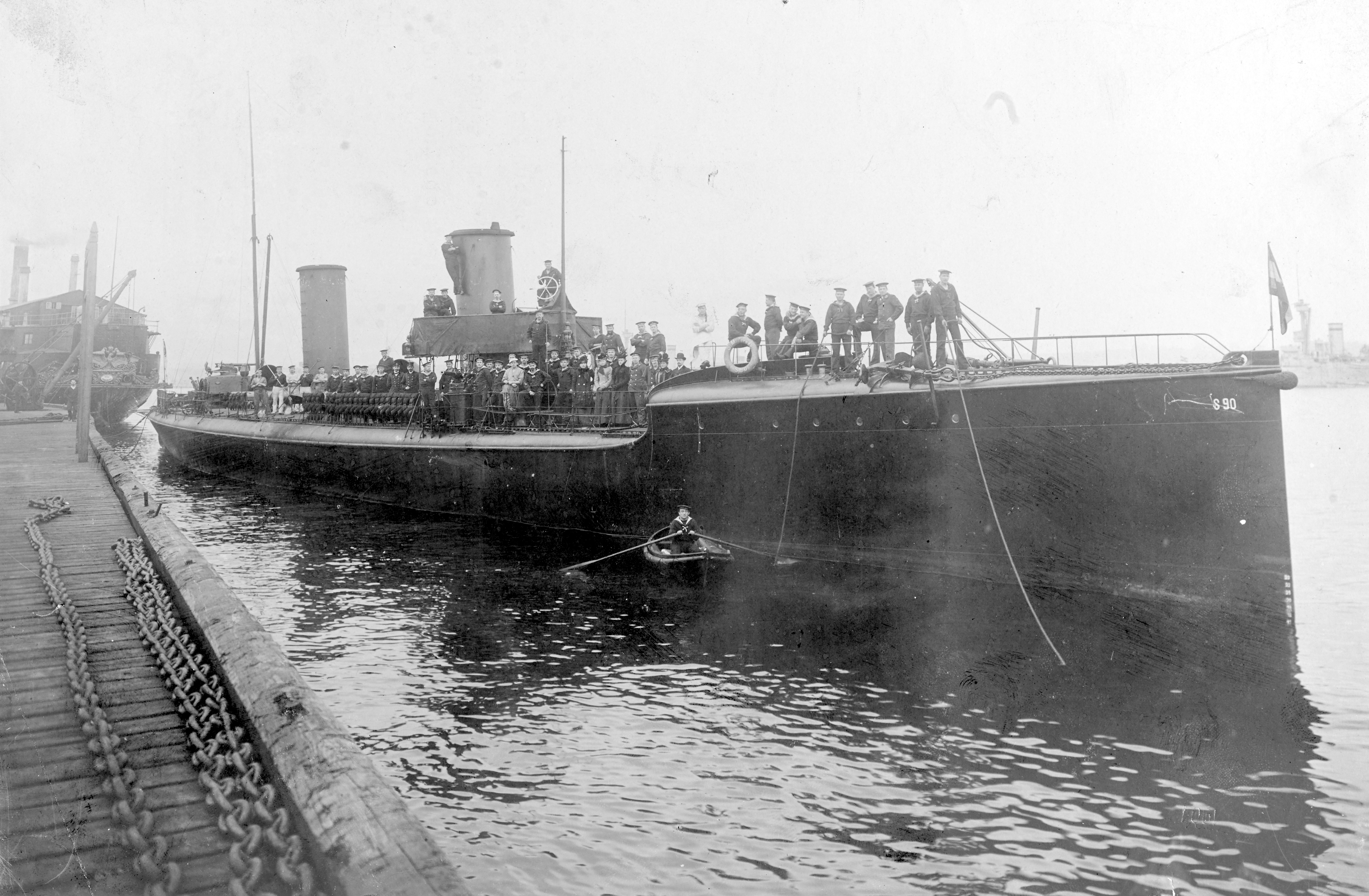
SMS S 90 в 1901 году

Миноносцы вооружались 3 × 1 50-мм/40 орудиями. Торпедное вооружение эсминцев состояло из трёх однотрубных 450-мм торпедных аппаратов. Во время переоборудования в тендеры была произведена заменена артиллерии.

## Оценка проекта
Миноносцы послужили прототипами для итальянских эсминцев типа «Лампо» и российских миноносцев типа «Кит». В целом хорошие корабли, но имели некоторые недостатки: российские и германские миноносцы имели недостаточное артиллерийское вооружение, а итальянские эсминцы недостаточно эффективное торпедное (356 мм торпедные аппараты). Русские миноносцы вооружались одной 75-мм и пятью 47-мм пушками, немецкие тремя 50-мм пушками, в то время как современные им японские — двумя 76-мм и четырьмя 57-мм, а британские и итальянские — одной 76-мм и пятью 57-мм. Русский 75-мм снаряд весил 4,9 кг, 47-мм — 1,5 кг, германский 50-мм снаряд весил 1,72 кг, а английские, японские и итальянские 76-мм снаряды — 5,7 кг, 57-мм — 2,7 кг. В результате, слабая артиллерия стала самым серьёзным недостатком немецких миноносцев.

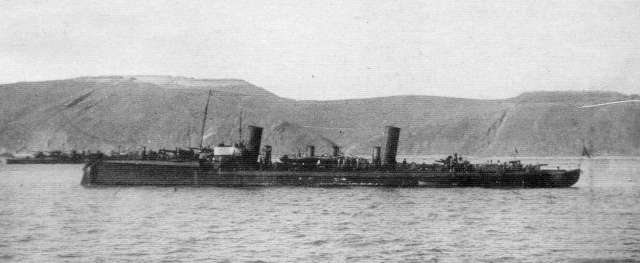
Бдительный
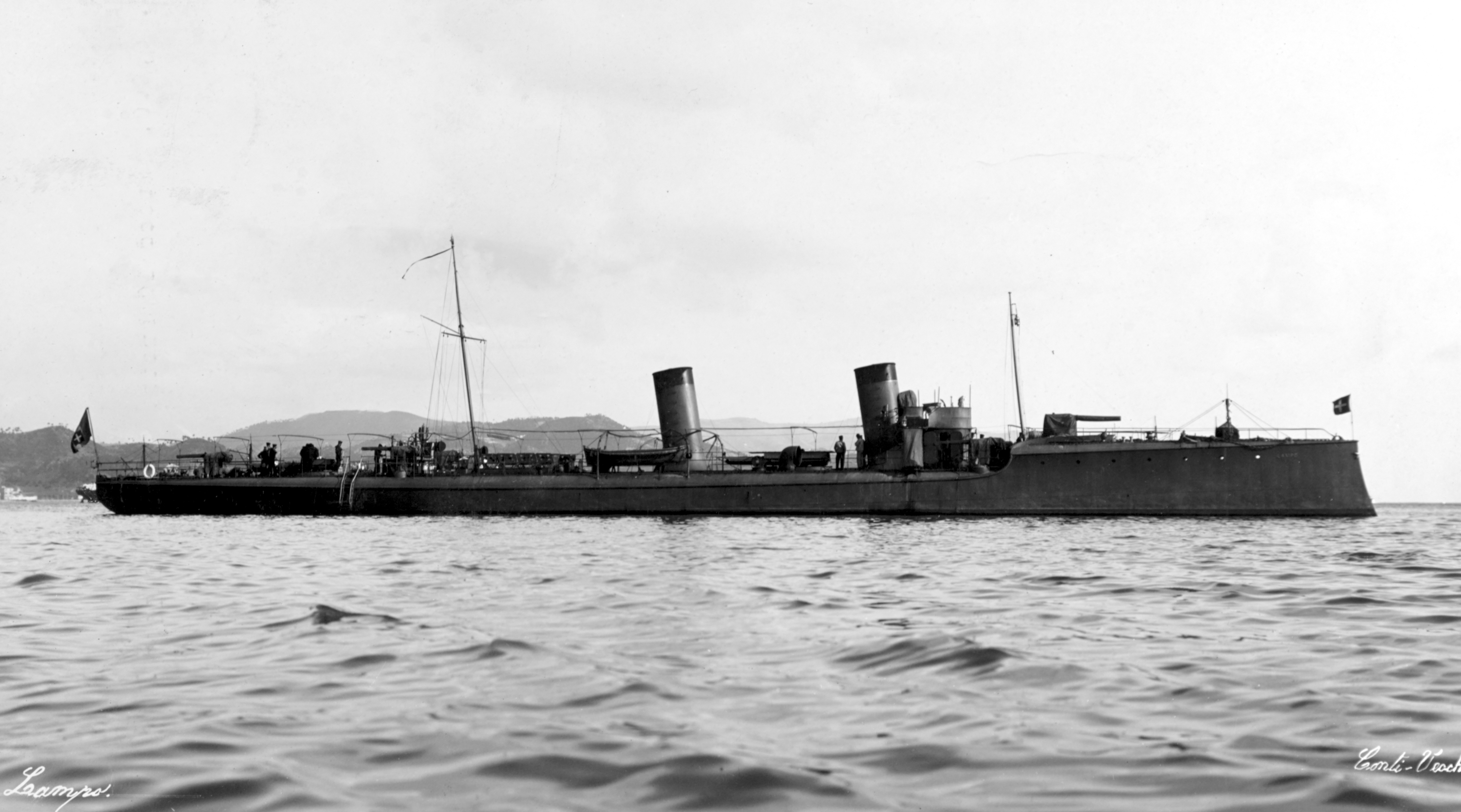
Lampo
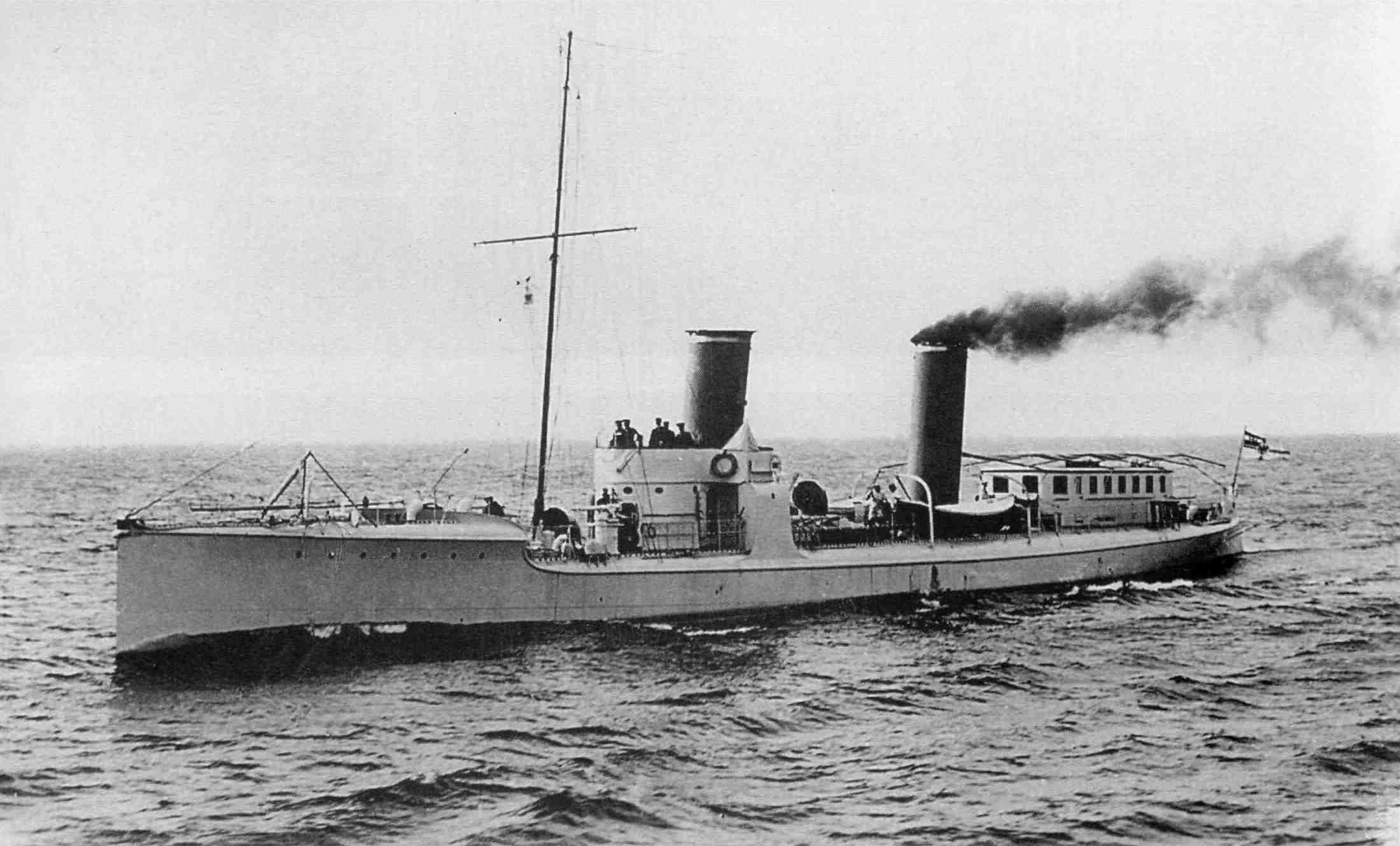
SMS S 97